# Short Stirling
El Short Stirling fue un bombardero pesado cuatrimotor británico que combatió en la Segunda Guerra Mundial. Fue diseñado y construido por Short Brothers según una especificación emitida en 1936 por el Ministerio del Aire. Cuando el preferido modelo de la Supermarine fue cancelado, la RAF ordenó el Stirling. Entró en servicio a inicios de 1941, pero tuvo una carrera operativa relativamente breve como bombardero en el frente, siendo relegado a tareas de segunda línea a finales de 1943, cuando otros bombarderos cuatrimotores con mayor capacidad, específicamente el Handley Page Halifax y el Avro Lancaster, se hicieron cargo del bombardeo estratégico de Alemania.
El Stirling fue utilizado para el minado de zonas portuarias alemanas y los ejemplares modificados cumplieron un importante papel como remolcadores de planeadores y transportes de pertrechos durante la invasión aliada de Europa en 1944-1945.

## Diseño y desarrollo
En la década de 1930, la Royal Air Force estaba interesada principalmente en bombarderos bimotores. Estos diseños establecían limitaciones sobre la producción de motores y su mantenimiento, las cuales ya estaban sobreexigidas con la introducción de muchos nuevos tipos en servicio. Las limitaciones de potencia eran tan graves que los británicos invirtieron fuertemente en el desarrollo de grandes motores del orden de los 2.000 cv (1.500 kW) con el fin de mejorar el desempeño. A finales de la década de 1930, ningún modelo estaba listo para su producción. Sin embargo, Estados Unidos y la Unión Soviética estaban desarrollando en aquel entonces bombarderos cuatrimotores más pequeños, que resultaron tener una excelente autonomía y aceptable capacidad de elevación, por lo que en 1936 la RAF también decidió investigar la viabilidad del bombardero cuatrimotor.

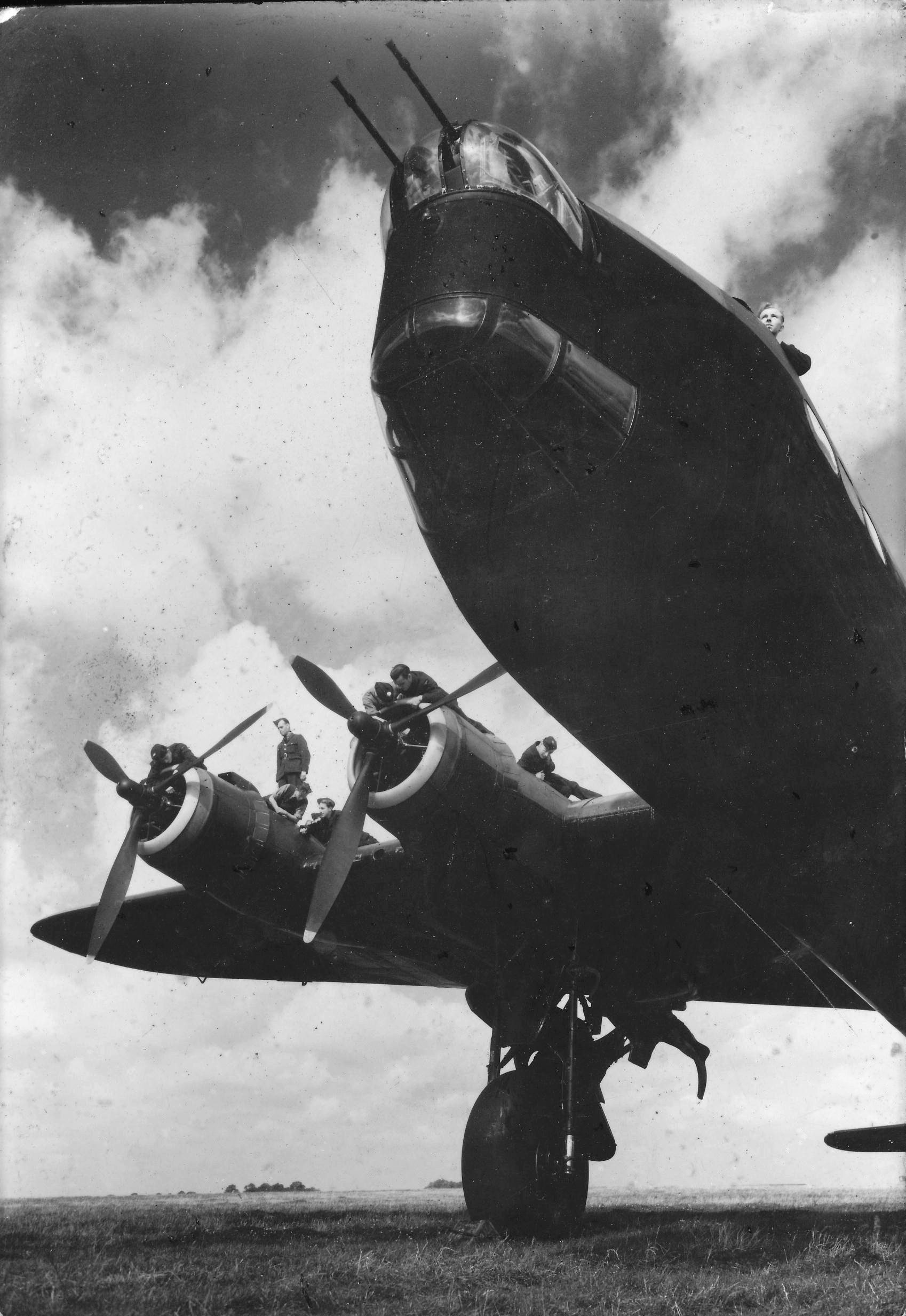
Personal de tierra efectuando el mantenimiento de un Short Stirling.

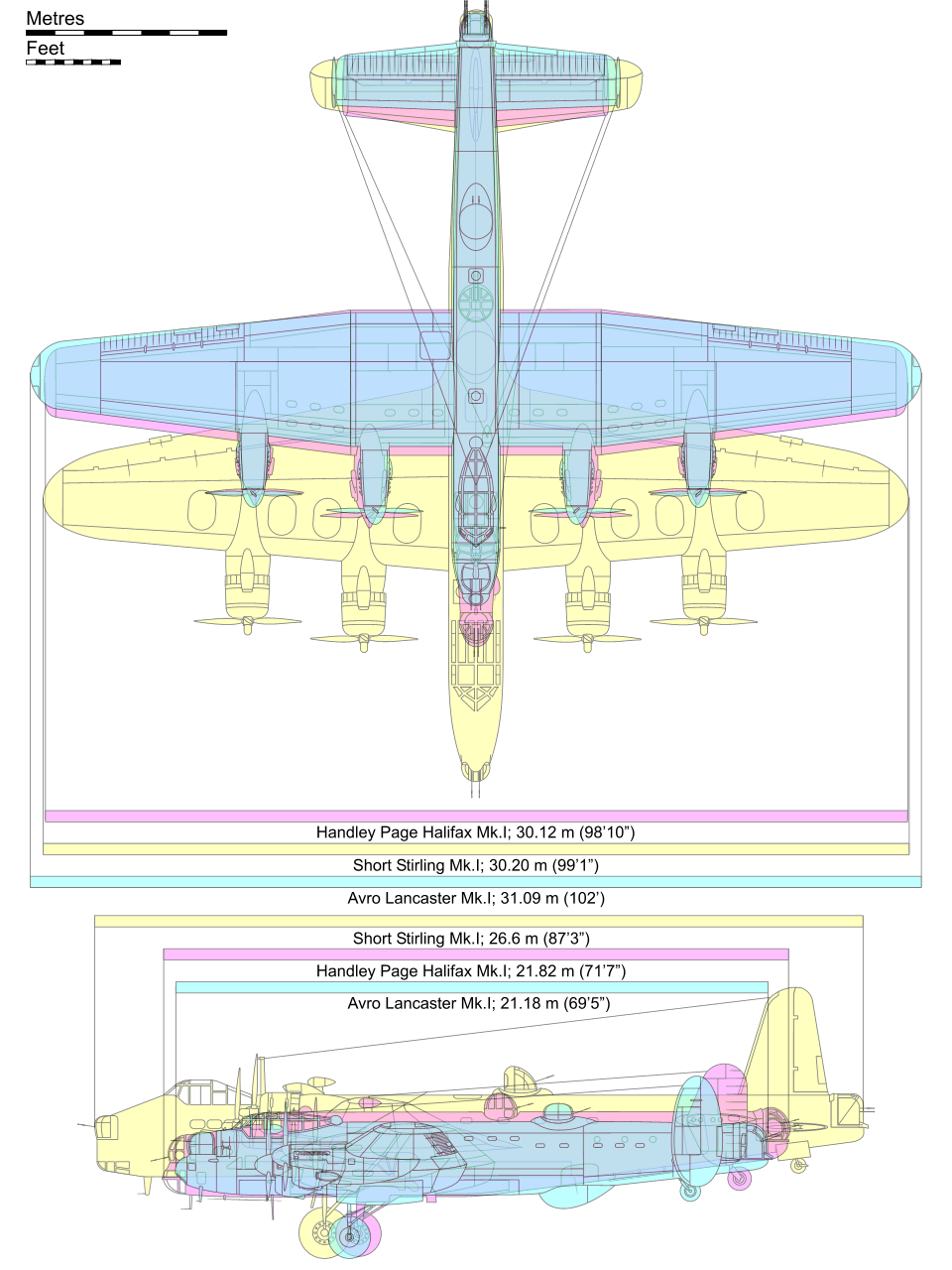
Diagrama comparando al Stirling (amarillo) con sus contemporáneos; el Avro Lancaster (azul) y el Handley Page Halifax (rosado).

La Especificación B.12/36 del Ministerio del Aire tenía varios requisitos. La carga de bombas debía ser de un máximo de 6.350 kg con un alcance de 3.218 km o una menor carga útil de 3.629 kg a 4.800 km (muy exigentes para la época). Se pedía que su velocidad de crucero fuera de 370,14 km/h o más a 4.600 m y que llevara como armamento defensivo tres torretas (en el morro, en el centro del fuselaje y en la cola). El avión también debía ser capaz de ser utilizado como transporte de tropas para 24 soldados, y poder despegar con ayuda de una catapulta. La idea era que iba a transportar tropas a lejanos rincones del Imperio británico y luego apoyarlos con bombardeos. Para ayudar en esta tarea, así como para facilitar su producción, tenía que ser capaz de dividirse en partes, para poder transportarlo en tren. Como se suponía que iba a operar desde aeródromos limitados, necesitaría despegar desde una pista de 150 m de largo y ser capaz de sortear árboles de 15 m de altura, una especificación con la cual la mayoría de los modernos aviones más pequeños tendrían problemas hoy en día.
Inicialmente dejada fuera de la competencia, la Short Brothers fue incluida porque ya tenían diseños similares a la mano, un amplio equipo de diseño y líneas de producción. La Short Brothres estaba produciendo varios modelos de hidrocanoas cuatrimotores del tamaño requerido y crearon al S.29 retirando la cubierta inferior y el casco del S.25 Sunderland. El nuevo diseño S.29 era casi idéntico: las alas y superficies de control eran las mismas, su construcción idéntica e incluso conservó la ligera curvatura hacia arriba de la parte posterior del fuselaje, originalmente ideada para mantener la cola del Sunderland lejos de las salpicaduras del agua marina.
En octubre de 1936, el S.29 estaba entre los últimos lugares de la corta lista de modelos tomados en consideración y en enero de 1937 se ordenó la construcción de un prototipo del Supermarine Tipo 317. Sin embargo, se decidió que era necesario un modelo alternativo al Supermarine y que la Short podía construirlo, al tener experiencia con aviones cuatrimotores. El diseño original fue criticado al ser tomado en consideración, por lo cual en febrero de 1937 el Ministerio del Aire sugirió modificaciones al diseño original de la Short, incluyendo el tomar en cuenta el uso de motores radiales Bristol Hercules como una alternativa al motor en H Napier Dagger, incrementar el techo de vuelo (8.534,4 m) y reducir la envergadura. La Short aceptó esta gran cantidad de rediseños. El proyecto tenía una importancia añadida debido a la muerte de Reginald Mitchell, diseñador de la Supermarine, que planteó dudas en el Ministerio del Aire. El S.29 empleaba el ala de 35 m del Sunderland, la cual tuvo que ser reducida a 30 m, el mismo límite impuesto a los diseños de la Especificación P.13/36 (Handley Page Halifax y Avro Manchester). A fin de obtener la elevación necesaria con una corta envergadura y exceso de peso, el ala rediseñada fue engrosada y remodelada. Se dice con frecuencia que la envergadura fue limitada a 30 m para que los aviones puedan entrar en los hangares ya existentes, pero la apertura máxima de un hangar era de 34 m y la especificación requería mantenimiento al aire libre.  "La envergadura fue limitada por el Ministerio del Aire a 30 m". En realidad la limitación era para obligar al diseñador a mantener un peso general reducido.
En junio de 1937, el S.29 fue aceptado como alternativa al Supermarine 317 y ordenado formalmente en octubre del mismo año.
La Short construyó una versión en escala 1/2 llamada S.31 (conocido en la empresa como M4 - por el marcaje del timón), propulsada por cuatro motores Pobjoy Niagara, que voló por primera vez el 19 de septiembre de 1938 piloteado por John Lankester Parker, el jefe de pilotos de pruebas de la Short. todos estaban complacidos con el diseño, excepto que se pensó que el despegue tomaba demasiado tiempo. Para corregir eso se precisaba incrementar el ángulo de ataque del ala a fin de agilizar el despegue. Pero si el ala era modificada, el avión volaría con el morro inclinado hacia abajo a velocidad de crucero (como el Armstrong Whitworth Whitley). La Short alargó los puntales del tren de aterrizaje para elevar el morro al despegar, dando origen a su característico tren de aterrizaje, que a su vez causó muchos accidentes al despegar y aterrizar. El Short S.31 fue desmantelado después de un accidente al aterrizar en la base RAF Stradishall de Suffolk en febrero de 1944.
El primer S.29, con el nombre de servicio "Stirling" en honor a la ciudad escocesa homónima, voló el 14 de mayo de 1939 propulsado por cuatro motores radiales Bristol Hercules II. Al aterrizar, uno de sus frenos se bloqueó, haciendo que salga de la pista y que su tren de aterrizaje colapse. El segundo prototipo fue rediseñado con puntales más resistentes y pesados. En su primera misión dos meses después, uno de sus motores se averió al despegar pero el avión aterrizó con facilidad. Desde entonces, su desempeño mejoró y empezó a ser producido en serie en agosto de 1940 en la fábrica de la Short ubicada en Rochester, Kent. La zona, que incluía las fábricas de importantes empresas aeronáuticas, fue muy bombardeada en los primeros días de la Batalla de Inglaterra, incluso en una famosa incursión a baja altitud de un grupo de bombarderos Dornier Do 17. Varios Stirling terminados fueron destruidos en tierra y las fábricas resultaron gravemente dañadas, retrasando su producción por casi un año. Algunas líneas de producción fueron mudadas a la fábrica de la Austin Aero de Cofton Hackett, al sur de Birmingham, que llegó a producir unos 150 Stirling. A partir de ese momento, la fábrica de Belfast se volvió cada vez más importante, ya que se creía que estaba muy lejos del alcance de los bombarderos alemanes. Sin embargo, la ciudad y la fábrica de aviones fueron bombardeadas por los alemanes en la semana de Pascua de 1941. Para cubrir la creciente necesidad de este bombardero durante la guerra, se instalaron fábricas satélite cerca de Belfast en Aldergrove y Maghaberry, ambas produciendo 232 Stirling.
En 1940, un bombardeo dañó la fábrica de la Supermarine de Woolston y los prototipos incompletos del Tipo 317. El 317 fue cancelado en noviembre de 1940, dejando al Stirling como el único diseño B.12/36.

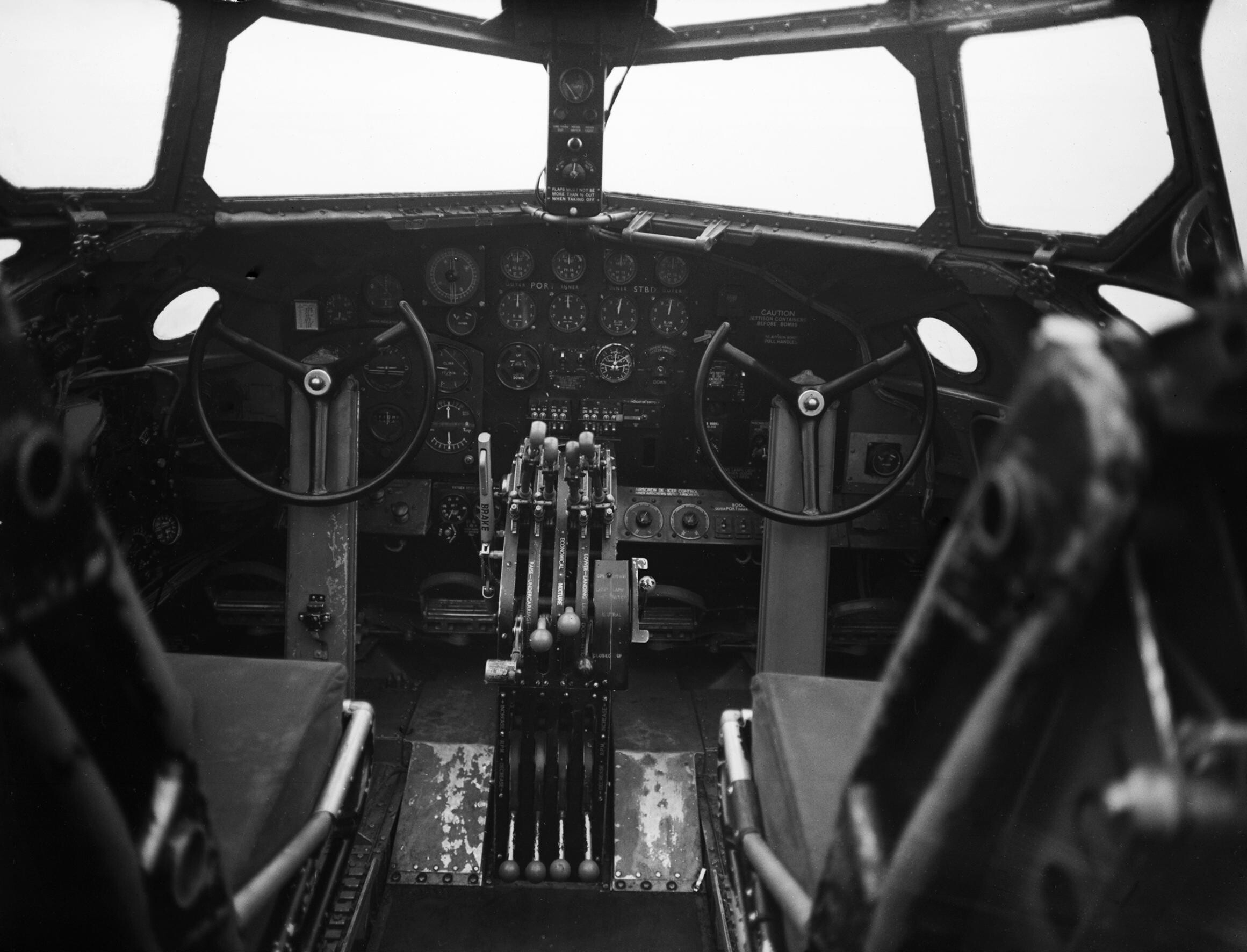
Panel de control y mandos de un Stirling Mk I.

A pesar de ser más pequeño que los modelos experimentales estadounidenses y soviéticos, el Stirling tenía considerablemente más potencia, así como una carga útil y un autonomía mucho mejores que las de cualquier otro bombardero de la época. Su masiva carga de bombas (6.340 kg), el doble de la de cualquier otro bombardero, lo puso dentro de una clase propia. Era más grande que el Handley Page Halifax y el Avro Lancaster que lo reemplazaron, pero ambos aviones habían sido originalmente diseñados como bimotores. El Stirling fue el único bombardero británico de la época que entró en servicio siendo diseñado desde el inicio como cuatrimotor; el Avro Lancaster era un Avro Manchester remotorizado, mientras que el Halifax fue planeado para ser propulsado por dos motores Rolls-Royce Vulture, pero fue rediseñado para emplear cuatro Rolls-Royce Merlin en 1937, debido a que los problemas con los motores Vulture eran evidentes (una desagradable costumbre de incendiarse y escupir varillas conectoras, a veces a los 10 minutos de haber sido encendido).
El diseño tenía torretas en el morro y en la cola (esta última era notable por sus amplios ángulos de tiro) e incluía una torreta ventral retráctil (del tipo "cubo de basura") detrás de la bodega de bombas. Esta demostró ser casi inútil debido al estrecho espacio, con el problema adicional de que solía desplegarse y chocar con el suelo cuando el avión carreteaba en pistas con desniveles. Fue retirada casi desde el inicio y temporalmente reemplazada por apostaderos laterales con afustes dobles, hasta que estuviese disponible una torreta dorsal con dos ametralladoras. Esta torreta también tuvo problemas; tenía una parte posterior de metal equipada con una escotilla de escape, que demostró ser casi imposible de utilizar. Los posteriores Stirling Mk.III montaban una torreta completamente transparente (la misma FN.50 del Lancaster) que tenía más espacio y una mejor visibilidad. Los Stirling tardíos también podían llevar una torreta ventral FN.64 mejorada, con baja resistencia al aire y accionada a control remoto.
Se puso atención en reducir la resistencia al aire -todos los remaches eran de cabeza plana y los paneles tenían bordes redondeados para evitar filos-, pero la pintura de camuflaje probablemente anulaba el beneficio así obtenido. El ala fue equipada con Planos Gouge, similares a los de los hidrocanoas.
Solo unos cuantos de los primeros Stirling Mk.I fueron equipados con motores Bristol Hercules II, pero la mayoría tenían motores Bristol Hercules XI de 1.500 hp. El Stirling Mk.III, que entró en servicio en 1943, era similar excepto por su nueva torreta dorsal y los mejorados motores Bristol Hercules VI o XVI de 1.635 hp, que incrementaron su velocidad máxima de 410 km/h a 435 km/h.
Incluso antes que el Stirling entrase en producción, la Short mejoró el diseño inicial con el S.34 en un intento por cumplir la especificación B.1/39. Este modelo habría sido propulsado por cuatro motores Bristol Hercules 17 SM, optimizados para vuelos a gran altitud. El nuevo modelo tenía alas más anchas y un fuselaje rediseñado capaz de llevar torretas dorsales y ventrales accionadas eléctricamente, cada una de estas armada con cuatro cañones automáticos Hispano de 20 mm; a pesar de las evidentes ganancias en desempeño y capacidad, el Ministerio del Aire no estuvo interesado.
En 1941, la Short propuso una nueva variante, el S.36, que fue apodado "El Super Stirling" en una publicación de la empresa. Este Stirling habría tenido una envergadura de 41,38 m, cuatro motores radiales Bristol Centaurus y un peso máximo al despegar de 47.174 kg. Las estimaciones de su desempeño incluían una velocidad de 483 km/h y una autonomía de 6.437 km con una carga de bombas de 4.536 kg a más de 3.701 km o 10.659,42 kg a más de 1.609,34 km. El armamento defensivo del S.36 serían diez ametralladoras Browning M2, en tres torretas. Fue aceptado inicialmente para pruebas bajo la Especificación B.8/41 (escrita para encubrirlo) y se ordenaron dos prototipos, pero Arthur Harris, al mando del Comando de Bombarderos, pensó que la producción sería demasiado lenta y que era mejor dotar al modelo existente con motores Bristol Hercules mejorados para incrementar su techo de vuelo. Se le informó a la Short que el Ministerio del Aire no continuaría el proyecto y en agosto la empresa decidió cesar el trabajo.

## Características de vuelo
Los relatos de los pilotos por lo general cuentan que una vez en el aire, el Short Stirling era sumamente sencillo de volar, muy maniobrable para un avión tan grande y sin ningún vicio. Las desventajas del avión en lo que a bajas altitudes operativas y autonomía limitada respectan, eran principalmente obviadas en las autobiografías de los pilotos. Sin embargo, el Stirling mostraba algunas peligrosas características de vuelo durante el despegue y el aterrizaje.
Como clase, los grandes bombarderos pesados cuatrimotores con tren triciclo posterior tales como el Short Stirling, el Handley Page Halifax, el Avro Lancaster y el Boeing B-17 Flying Fortress podían ser difíciles de controlar al despegar o aterrizar, especialmente para los nuevos pilotos relativamente jóvenes que formaban la gran mayoría de las crecientes fuerzas aéreas de la Commonwealth y Estados Unidos. Los modelos de bombarderos pesados posteriores tales como el Consolidated B-24 Liberator y el Boeing B-29 Superfortress, tenían un tren triciclo anterior, así como cada[cita requerida] exitoso avión cuatrimotor de pasajeros de la posguerra. Los aviones con tren triciclo anterior son más fáciles de controlar al despegar, aterrizar y durante el carreteo, además de facilitar el embarque de carga y el mantenimiento debido a que la cabina, motores y otros sistemas están más cerca del suelo.
El Short Stirling tenía unas características de vuelo particularmente difíciles al despegar y aterrizar, incluso al ser comparado con otros bombarderos con tren triciclo posterior contemporáneos. Después de una serie de graves accidentes y aviones perdidos en giros descontrolados al despegar, la RAF implementó un programa de entrenamiento y calificación especial para todos los potenciales pilotos de Stirling. La técnica de despegue correcta implicaba acelerar los motores del ala derecha durante los primeros 20 segundos de la carrera de despegue hasta que el timón pueda controlarse efectivamente. Si todos los cuatro aceleradores eran empujados al mismo tiempo, el avión giraría bruscamente a la derecha, se volvería incontrolable y con frecuencia el tren de aterrizaje colapsaba, lo cual sería desastroso si el avión estaba cargado con bombas y combustible.
En la fase de aproximación para aterrizar, el Short Stirling mostraba una tendencia a entrar en pérdida repentinamente y "caer como una piedra" sobre la pista. Con un avión tan pesado, un aterrizaje "caído" podía causar serios daños estructurales. Durante la Segunda Guerra Mundial no era algo fuera de lo común que los aterrizajes "caídos" dejen a los Stirling y otros bombarderos pesados cuatrimotores inoperativos y aptos solo para recuperar piezas de repuesto.

## Historial de combate

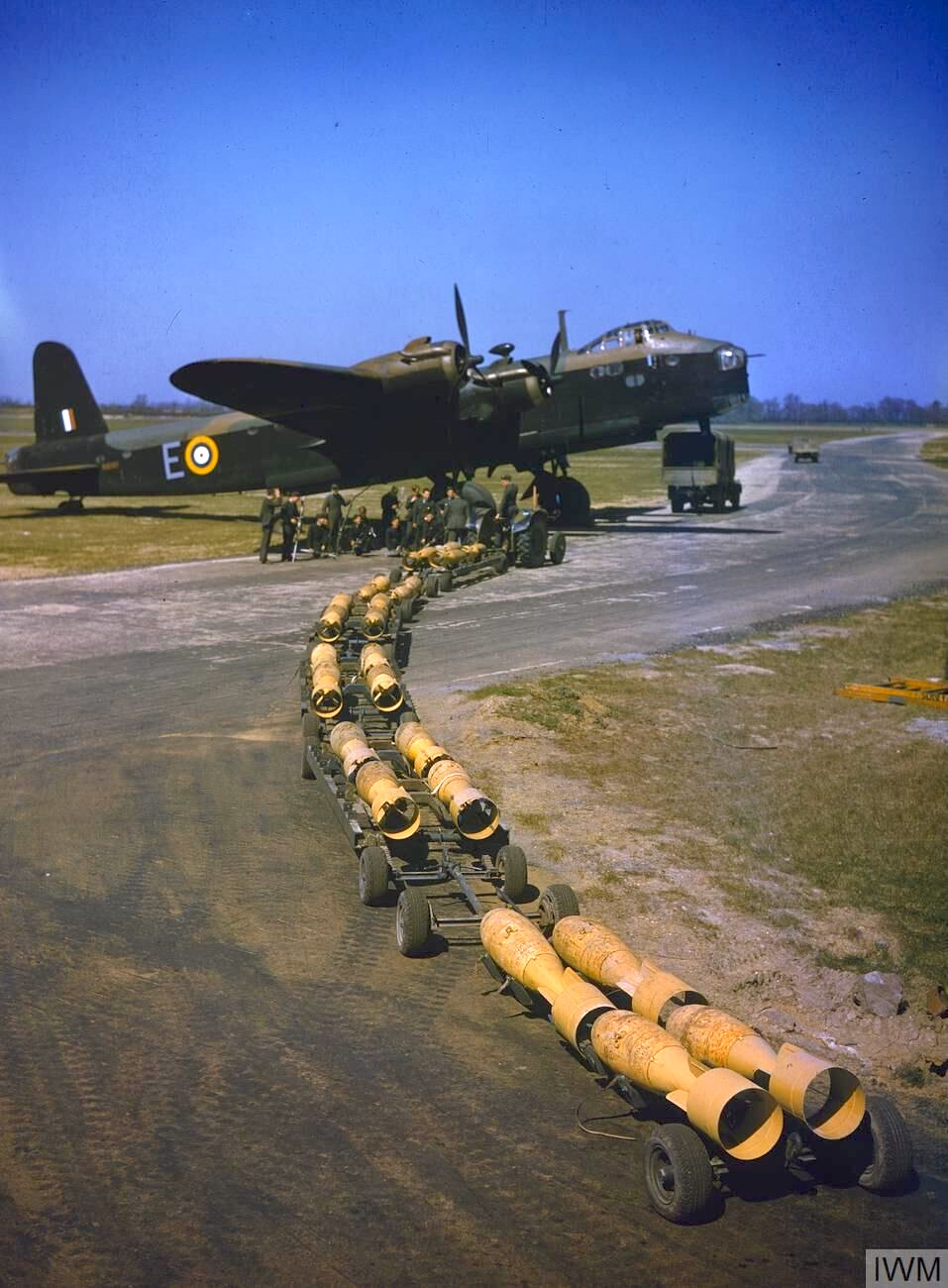
Un Short Stirling del Escuadrón de Conversión de Vuelo 26 (CV) hacia 1941, operando desde la base RAF Waterbeach.

El Short Stirling entró en combate en enero de 1941, con el Escuadrón n.º 7 de la RAF. Los primeros tres Stirling efectuaron una misión en la noche del 10 al 11 de febrero de 1941 contra los depósitos de combustible de Vlaardingen, cerca de Róterdam y a partir de la primavera de 1942, el bombardero empezó a emplearse en cantidades cada vez más grandes. Desde mayo de 1943, las incursiones sobre Alemania eran llevadas a cabo por más de 100 Stirling a la vez.
A pesar del "decepcionante desempeño" a máxima altitud, los pilotos de Stirling descubrieron con alborozo que, debido a su gruesa ala, podían evadir a los cazas nocturnos Junkers Ju 88 y Messerschmitt Me 110 con los que se enfrentaban. Su maniobrabilidad era mucho mejor que la del Halifax y algunos lo preferían en lugar del Lancaster. Basándose en sus características de vuelo, el Teniente de Vuelo Murray Peden (RCAF) del Escuadrón n.º 214 de la RAF describió al Stirling como "uno de los mejores aviones que se han construido".
Otra consecuencia de la gruesa ala fue un bajo techo de vuelo y muchas misiones se volaron a una altitud de 4.000 m. Esto era una desventaja en varias incursiones, especialmente si las tripulaciones iban a atacar Italia y tenían que volar a través (en lugar de "sobre") los Alpes. Cuando los Stirling participaban en operaciones combinadas con otros bombarderos de la RAF que podían volar más alto, los cazas de la Luftwaffe concentraban sus ataques sobre los Stirling. A solo cinco meses de haber sido introducido, 67 aviones de los 84 que habían sido suministrados se perdieron en combate o fueron retirados después de accidentes.
La carga máxima de bombas del Stirling solamente podía ser transportada en una corta distancia de unos 949,5 km. En las misiones habituales sobre Alemania o Italia, se transportaba una carga pequeña de 1.590 kg, compuesta por 7 bombas de 227 kg. Este era el tipo de carga que transportaban los bombarderos medios de la RAF, tales como el Vickers Wellington y hacia 1944 el De Havilland Mosquito. Tal vez el problema más grande del diseño era que a pesar de tener una gran bodega de bombas de 12 m de longitud, tenía dos tabiques estructurales que iban a lo largo de esta, limitándola a emplear bombas que no fuesen más grandes que la de 907 kg. Cuando la RAF empezó a utilizar las "galletas" de 1.815 kg e incluso las "especiales" más grandes, el Stirling se volvió menos útil. El Handley Page Halifax y especialmente el Avro Lancaster ofrecían un mejor desempeño (el Lancaster podía transportar el doble de la carga de bombas del Stirling a distancias más largas y era al menos 64,3 km/h más rápido, operando a una mayor altitud de unos 1.219 m más), por lo que al estar disponible en grandes cantidades desde 1943, se decidió destinar a los Stirling a tareas secundarias.

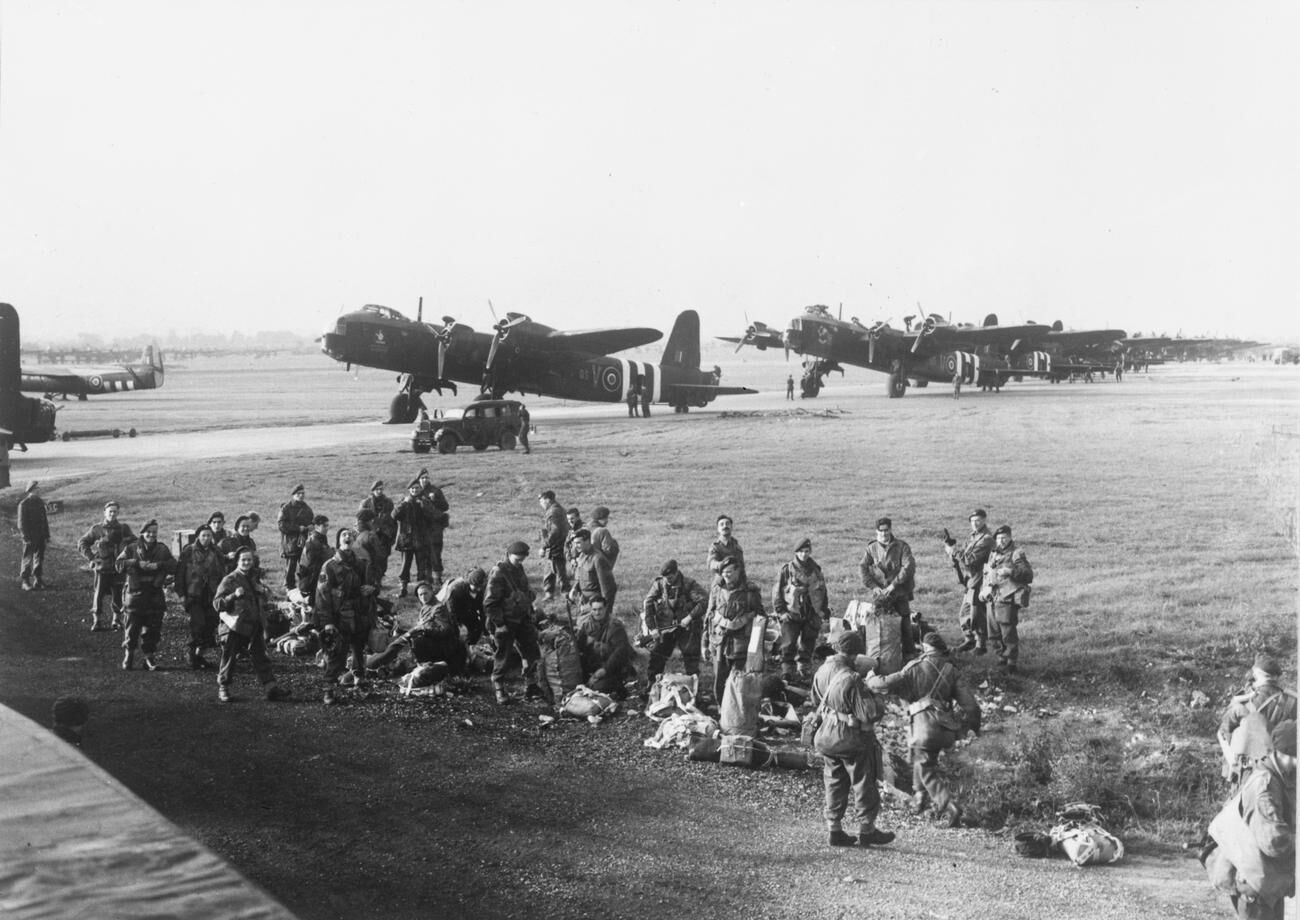
Los Stirling Mk.IV del Escuadrón 620, durante la Operación Market Garden en septiembre de 1944.

Para diciembre de 1943, los Stirling fueron retirados del servicio como bombarderos de primera línea, siendo cada vez más utilizados para el minado de las salidas de los puertos alemanes (misiones de "jardinería"), contramedidas electrónicas y lanzamiento de espías tras las líneas enemigas (a través del anillo de la torreta ventral que no era empleada). También en aquel entonces surgió la necesidad de un avión potente para remolcar los planeadores pesados de transporte tales como el General Aircraft Hamilcar y el Airspeed Horsa; el Stirling encajó admirablemente en este papel. A fines de 1943, 143 bombarderos Mk.III fueron reconstruidos según la especificación de la nueva serie Mk.IV (sin torretas frontales ni dorsales), para remolcar planeadores y lanzar paracaidistas, además de construirse 416 Mk.IV. Estos fueron empleados en el Desembarco de Normandía y la Operación Market Garden. Los Stirling también fueron empleados en la Operación Glimmer el 6 de junio de 1944, para el despliegue de patrones precisos de "window" (posteriormente llamado "chaff") a fin de producir imágenes de radar de un señuelo de flota de invasión. Desde fines de 1944, se construyeron 160 unidades de la variante especial de transporte Mk V, a la cual se le retiró la torreta de cola y se le añadió un nuevo morro que se abría, la mayoría de los cuales fueron terminados después de la guerra.
En servicio con el Comando de Bombarderos, los Stirling volaron 14.500 misiones, lanzaron 27.000 toneladas de bombas, 582 se perdieron en combate y 119 fueron retirados a causa de accidentes.
El Stirling aparece listado en el apéndice de la novela KG 200, como uno de los aviones utilizados por la unidad alemana de operaciones secretas Kampfgeschwader 200 (KG 200), la cual probaba, evaluaba y a veces operaba clandestinamente aviones enemigos capturados durante la Segunda Guerra Mundial.

### Pilotos condecorados con la Cruz Victoria
Se otorgaron dos condecoraciones con la Cruz Victoria, ambas póstumas, a pilotos de Stirling. Al sargento de vuelo Rawdon Hume Middleton de la Real Fuerza Aérea Australiana, copiloto de un Stirling Mk.I del Escuadrón n.º 149, se le otorgó la CV por su coraje durante una incursión sobre Turín en noviembre de 1942. Al sargento de vuelo Arthur Louis Aaron, piloto de un Stirling del Escuadrón n.º 218, se le otorgó la CV por su coraje durante una incursión sobre Turín en agosto de 1943.

### Los Stirling de la Fuerza Aérea Egipcia
La Fuerza Aérea Egipcia compró 6 Stirling para utilizarlos en la guerra árabe-israelí de 1948, formando el 8° Escuadrón de Bombarderos. Estos volaron en algunas incursiones sobre blancos israelíes durante la guerra de 1948, uno de ellos perdiéndose a causa de un accidente o sabotaje. Parece que los otros 5 fueron desmantelados o retirados hacia 1951.

## Usuarios
Reino Unido
- Royal Air Force

| - - Escuadrón n.º 7 de la RAF entre agosto de 1940 y julio de 1943 - Escuadrón n.º 15 de la RAF entre abril de 1941 y diciembre de 1943 - Escuadrón n.º 46 de la RAF entre enero de 1945 y febrero de 1946 - Escuadrón n.º 48 de la RAF – versión de transporte Stirling Mk.V - Escuadrón n.º 51 de la RAF entre junio de 1945 y febrero de 1946 - Escuadrón n.º 75 (Neozelandés) entre octubre de 1942 y marzo de 1944 - Escuadrón n.º 90 de la RAF entre noviembre de 1942 y junio de 1944 - Escuadrón n.º 138 de la RAF entre junio de 1944 y marzo de 1945 - Escuadrón n.º 148 de la RAF entre noviembre y diciembre de 1944 - Escuadrón n.º 149 de la RAF entre noviembre de 1941 y septiembre de 1944 - Escuadrón n.º 158 de la RAF entre junio y diciembre de 1945 - Escuadrón n.º 161 de la RAF entre abril de 1942 y junio de 1945 - Escuadrón n.º 171 de la RAF entre septiembre de 1944 y enero de 1945 - Escuadrón n.º 190 de la RAF entre enero de 1944 y mayo de 1945 | - - Escuadrón n.º 196 de la RAF entre julio de 1943 y marzo de 1946 - Escuadrón n.º 199 de la RAF entre julio de 1943 y marzo de 1945 - Escuadrón n.º 214 de la RAF entre abril de 1942 y enero de 1944 - Escuadrón n.º 218 (Costa de Oro) de la RAF entre enero de 1942 y agosto de 1944 - Escuadrón n.º 242 de la RAF entre febrero y diciembre de 1945 - Escuadrón n.º 295 de la RAF entre julio de 1944 y enero de 1946 - Escuadrón n.º 299 de la RAF entre enero de 1944 y febrero de 1946 - Escuadrón n.º 513 de la RAF entre septiembre y noviembre de 1943 - Escuadrón n.º 525 de la RAF entre junio y agosto de 1944 - Escuadrón n.º 570 de la RAF entre julio de 1944 y enero de 1946 - Escuadrón n.º 620 de la RAF entre junio de 1943 y julio de 1945 - Escuadrón n.º 622 de la RAF entre agosto y diciembre de 1943 - Escuadrón n.º 623 de la RAF entre agosto y diciembre de 1943 - Escuadrón n.º 624 de la RAF entre junio y septiembre de 1944 |

 Alemania nazi
- Luftwaffe
  - KG 200[30]

 Bélgica
- Trans-Air,  posteriormente conocida como Air Transport. Empleo civil de posguerra, con un total de 10 aviones, de los cuales 9 pasaron a la Fuerza Aérea Egipcia. El décimo (OO-XAC, ex PK172) se estrelló durante operaciones en Kunming, China.[31][32]

 Egipto
- Fuerza Aérea Egipcia[33]

## Especificaciones (Short Stirling I)

### Características generales
- Tripulación: 7 (piloto, copiloto, navegante/bombardero, artillero frontal/operador de radio, dos artilleros y un ingeniero de vuelo)[34]
- Longitud: 26,6 m[35]
- Envergadura: 30,2 m[35]
- Altura: 6,9 m[35]
- Superficie alar: 135,6 m²[35]
- Peso vacío: 21.274 kg
- Peso cargado: 26.944 kg
- Peso máximo al despegue: 31.752 kg[36]
- Planta motriz: 4× Bristol Hercules II, radiales de 14 cilindros en doble estrella.
  - Potencia: 1.375 cv 1.025 kW cada uno.
- Diámetro de la hélice: 13 pies 6 pulg

### Rendimiento
- Velocidad nunca excedida (Vne): 454 km/h,[36] a 3.800 m[36]
- Velocidad crucero (Vc): 320 km/h[37]
- Alcance: 3.750 km
- Techo de vuelo: 5.030 m
- Régimen de ascenso: 4 m/seg
- Carga alar: 198,7 kg/m²

### Armamento
- Ametralladoras: 8× Browning M1919 de 7,70 mm
- Bombas: 6.350 kg[38]

### Desarrollos relacionados
Short Sunderland

### Aeronaves similares
- Avro Lancaster
- Boeing B-17 Flying Fortress
- Consolidated B-24 Liberator
- Handley Page Halifax
- Petliakov Pe-8

### Listas relacionadas
- Anexo:Bombarderos